# Chris Munro
Pour les articles homonymes, voir Munro (homonymie).
Chris Munro est un ingénieur du son britannique né en 1952 à Willesden (Angleterre).

## Biographie
Chris Munto est membre de plusieurs organismes liés au cinéma : IATSE 695, AMPAS, BAFTA, CAS, AMPS.

## Filmographie (sélection)
- 1987 : Le Quatrième Protocole (The Fourth Protocol) de John Mackenzie
- 1988 : Un poisson nommé Wanda (A Fish Called Wanda) de Charles Crichton
- 1990 : La Maison Russie (The Russia House) de Fred Schepisi
- 1991 : Robin des Bois, prince des voleurs (Robin Hood: Prince of Thieves) de Kevin Reynolds
- 1994 : Frankenstein (Mary Shelley's Frankenstein) de Kenneth Branagh
- 1994 : Backbeat : Cinq Garçons dans le vent (Backbeat) de Iain Softley
- 1995 : Judge Dredd de Danny Cannon
- 1997 : Demain ne meurt jamais (Tomorrow Never Dies) de Roger Spottiswoode
- 1999 : Le monde ne suffit pas (The World Is Not Enough) de Michael Apted
- 1999 : La Momie (The Mummy) de Stephen Sommers
- 2000 : Le Chocolat (Chocolat) de Lasse Hallström
- 2000 : 102 Dalmatiens (102 Dalmatians) de Kevin Lima
- 2001 : La Chute du faucon noir (Black Hawk Down) de Ridley Scott
- 2001 : Lara Croft : Tomb Raider de Simon West
- 2002 : Meurs un autre jour (Die Another Day) de Lee Tamahori
- 2004 : Van Helsing de Stephen Sommers
- 2006 : Casino Royale de Martin Campbell
- 2006 : Vol 93 (United 93) de Paul Greengrass
- 2008 : Quantum of Solace de Marc Forster
- 2009 : Sherlock Holmes de Guy Ritchie
- 2010 : The American d'Anton Corbijn
- 2011 : Millénium : Les Hommes qui n'aimaient pas les femmes (The Girl with the Dragon Tattoo) de David Fincher
- 2011 : Sherlock Holmes : Jeu d'ombres (Sherlock Holmes: A Game of Shadows) de Guy Ritchie
- 2013 : Capitaine Phillips (Captain Phillips) de Paul Greengrass
- 2013 : Gravity d'Alfonso Cuarón
- 2015 : Rock the Kasbah de Barry Levinson
- 2015 : Mission impossible : Rogue Nation de Christopher McQuarrie
- 2015 : Survivor de James McTeigue

## Distinctions

### Récompenses
- Oscar du meilleur mixage de son
  - en 2002 pour La Chute du faucon noir
  - en 2014 pour Gravity
- British Academy Film Award du meilleur son
  - en 2007 pour Casino Royale
  - en 2014 pour Gravity

### Nominations
- Oscar du meilleur mixage de son
  - en 2000 pour La Momie
  - en 2014 pour Capitaine Phillips
  - en 2024 pour Mission impossible : Dead Reckoning

- British Academy Film Award du meilleur son
  - en 1995 pour Backbeat : Cinq Garçons dans le vent
  - en 2002 pour La Chute du faucon noir
  - en 2007 pour Vol 93
  - en 2009 pour Quantum of Solace